# Гордон, Вальтер
Вальтер Гордон (13 августа 1893 — 24 декабря 1939) — немецкий физик-теоретик. Один из основателей квантовой описания частиц в рамках специальной теории относительности.

## Биография
Вальтер Гордон был сыном бизнесмена Арнольда Гордона и его жены Бьянки Гордон (урождённой Бранн). Семья переехала в Швейцарию в его ранние годы. В 1900 году посещал школу в Санкт-Галлене и в 1915 году начал изучение математики и физики в Берлинском университете. В 1921 году получил докторскую степень под руководством Макса Планка. В 1922 году, ещё учась в Берлинском университете, стал помощником Макса фон Лауэ. В 1925 году в течение нескольких месяцев работал в Манчестере с Уильямом Брэггом и позднее в Обществе Кайзера Вильгельма в области волоконной химии в Берлине. В 1926 году перешёл на работу в Гамбургский университет, где достиг каспера в 1929 году. В 1930 году стал профессором. Вступил в брак с жительницей Гамбурга Гертрудой Лоббенберг в 1932 году. Переехал в Стокгольм в 1933 году из-за политической ситуации в Германии. Там работал в университете в области механики и математической физики.

## Известные работы
Оскар Клейн и Вальтер Гордон предложили уравнение Клейна — Гордона, квантовой описания частиц в рамках специальной теории относительности.